# Транспорт Дубая
Компания RTA была основана указом № 17 от 2005 года.
RTA отвечает за планирование и обеспечение требований к транспорту, дорогам и дорожному движению в Дубае и других странах ОАЭ с целью обеспечения эффективной и интегрированной транспортной системы.

## Дороги
Из-за растущего населения пассажиры пригородных поездов сталкиваются с большим количеством заторов. Дубай является самым перегруженным городом на Ближнем Востоке. Профессионалы, работающие в Дубае, тратят, в среднем, 1 час 45 минут на дорогу. Правительство вложило значительные средства в дорожную инфраструктуру Дубая, хотя это не поспевало за увеличением количества транспортных средств. Это, в сочетании с феноменом искусственного дорожного движения, привело к росту причин заторов. Однако по состоянию на май 2009 года, когда тысячи рабочих-экспатриантов потеряли работу и уехали обратно в свои страны после экономического кризиса, количество пробок на дорогах значительно уменьшилось.
Пробки на дорогах, являющиеся самой большой проблемой для 1,44 млн жителей Дубая, приводят к убыткам в размере 4,6 млрд дирхамов, или 3,15% от 146 млрд дирхамов ВВП в год. Уровень автомобилизации в городе составляет 541 автомобиль на 1000 жителей. Этот показатель превышает аналогичный показатель таких городов, как Нью-Йорк (444 автомобиля на 1000 жителей), Лондон (345 автомобилей на 1000 жителей) и Сингапур (111 автомобилей на 1000 жителей). В 2020 году в Дубае было зарегистрировано 5,3 миллиона автомобилей.
К 2020 году также было построено ещё 500 км дорог плюс 120 многоуровневых развязок стоимостью около 44 миллиардов дирхамов (12 миллиардов долларов), поскольку руководители транспорта эмирата стремятся улучшить жизнь автомобилистов.

## Такси
В Дубае также существует разветвлённая система такси. Это самый дорогой способ передвижения по Дубаю. Существуют как государственные, так и частные таксомоторные компании. Автомобили окрашены в кремовый цвет. Частные таксомоторные компании — Cars Taxi, National Taxi, Cititaxi и Metro Taxi. Стоимость проезда варьируется от 1,5 до 12 дирхам. По состоянию на октябрь 2015 года, насчитывалось около 9497 автомобилей. Такси можно заказать в мобильных приложениях Uber, Careem и Dubai Taxi. Крупнейшим оператором считается Careem.

## Автобусы
Автобусная система в Дубае — одна из самых крупнейших. В будние дни автобусная система насчитывает 193 маршрута. Еженедельно автобусы перевозят более 3 млн человек.
В Дубае курсирует порядка 1616 автобусов. Каждый из них эксплуатируется под маркой Dubai Bus и оснащён кондиционером. 656 остановок оборудованы навесами с кондиционерами.
Автобусы представлены марками Neoplan, Mercedes-Benz Türk, Optare, Volvo Bussar и VDL Bus & Coach. Имеются и другие модели.
|            | 2010        | 2011        | 2012        | 2013        | 2014        | 2015        | 2016        |
| ---------- | ----------- | ----------- | ----------- | ----------- | ----------- | ----------- | ----------- |
| Маршрутов  |             |             | 97          | 99          | 103—105     | 105—11      | 105—120     |
| Поездок    |             |             |             | 3,230,190   | 3,657,990   | 3,713,212   | 3,885,636   |
| Пассажиров | 110,399,157 | 107,407,948 | 107,806,085 | 115,670,587 | 135,519,872 | 134,752,549 | 151,069,499 |

## Водный транспорт
В Дубае присутствует два причала: Рашид и Джабаль-Али. По Дубайскому ручью курсируют круизные лайнеры и дау.
Одним из наиболее традиционных способов переправы через Дубайский ручей между Бур-Дубаем и Дейрой являются абры. Они переправляют пассажиров за 1 дирхам.
Абры арендуются вместе с оператором за 100 дирхам.

## Авиаперелёты
Международный аэропорт Дубай является узловым аэропортом для авиакомпаний Emirates и Flydubai. Внутри аэропорта расположен магазин беспошлинной торговли. Аэропорт получил множество премий за выдающийся дизайн и услуги. С октября 2008 по конец 2012 года шло строительство третьего терминала, обслуживающего самолёт Airbus A380.
27 июня 2010 года был открыт международный аэропорт Аль-Мактум с зоной свободной торговли. Об открытии аэропорта было объявлено в 2004 году, а строительство началось в январе 2005 года.
В ноябре 2005 года компания Emirates заказала 42 самолёта Boeing 777-200LR, а в августе 2008 года — 45 двухэтажных самолётов Airbus A380. Компания Etihad Airways предоставляет клиентам автобусные рейсы между Дубаем и Абу-Даби. Air Arabia предоставляет аналогичную услугу пассажирам аэропорта Шарджа.